# Milnrow
Milnrow – miasto w Anglii, w hrabstwie ceremonialnym Wielki Manchester, w dystrykcie metropolitalnym Rochdale. Leży 18 km na północny wschód od centrum miasta Manchester. W 2001 miasto liczyło 12 541 mieszkańców.